# Lazarivka, Sovietskîi
Lazarivka (în ucraineană Лазарівка) este un sat în comuna Pușkine din raionul Sovietskîi, Republica Autonomă Crimeea, Ucraina.